# 保罗·哈姆
保罗·哈姆（英語：Paul Hamm，1982年9月24日—），生於威斯康星州沃科夏，美国男子体操运动员。他曾参加2000年和2004年夏季奥运会，其中在2004年雅典奥运获得一枚金牌和两枚银牌。他的双胞胎兄弟摩根同样也是体操选手。